# 侵略ノススメ☆
「侵略ノススメ☆」（しんりゃくノススメ）は、ULTRA-PRISM with イカ娘の楽曲。ULTRA-PRISMのメジャー2枚目のシングルとして2010年10月27日にMellow Headから発売された。

## 概要
表題曲「侵略ノススメ☆」は、テレビアニメ『侵略!イカ娘』のタイアップとなっており、同アニメのヒロイン、イカ娘を演じる金元寿子がフィーチャリングする形で参加している。曲調は萌えソングに分類され、ULTRA-PRISMはこの曲について、イカ娘の色を加味しながら潔いほどのアニメソングと萌えソングになるようにと作曲し、萌えごころを乗せて歌ったとしている。
初回限定盤は「侵略ノススメ☆」のPVを収録したDVDが同梱されており、ジャケットもULTRA-PRISMの二人が写っているものになっている。また、通常盤のディスクジャケットには、イカ娘、相沢栄子、相沢千鶴がプリントされている。
サビの歌詞には、「イ・カ・ム・ス・メ」の5文字が織り込まれており、CDの歌詞カードでもこの部分が強調されている。
「侵略侵略…イカ娘!」の後の掛け声は「キュッ!」であり、これは本来イカはキュキュと鳴くらしい（?）のと撮影現場などで開始の合図を意味するキューをかけている。
2011年、第16回アニメーション神戸賞主題歌賞（ラジオ関西賞）を受賞。選評の中でラジオ関西『青春ラジメニア』パーソナリティの岩崎和夫は、「放映されたのは2010年10月で、候補としては不利だったが、それを乗り越えての受賞は、主題歌やアニメそのものに抜群のインパクトがあったということ。最近でこそ増えてきた、歌詞にタイトルや主人公が出てくるタイプの歌だが、それだけではないノリと熱さがあり、強敵がありながら最後に投票で逆転し、"侵略"を地でいく快挙」と評している。
2012年11月21日に稼働開始したコナミデジタルエンタテインメントの音楽ゲーム、『REFLEC BEAT colette』に原曲で収録されている。

## 収録曲
（全作詞：月宮うさぎ、作曲・編曲：小池雅也）
1. 侵略ノススメ☆ [4:31]
  - テレビアニメ『侵略!イカ娘』オープニングテーマ
  - 歌：ULTRA-PRISM with イカ娘（金元寿子）
2. www.in just night [4:09]
  - 歌：ULTRA-PRISM
3. ラブプレイス [4:56]
  - 歌：ULTRA-PRISM
4. 侵略ノススメ☆（Instrumental）
5. www.in just night （Instrumental）
6. ラブプレイス （Instrumental）

DVD
初回限定盤のみに同梱。
1. 侵略ノスススメ☆（Music Clip）

## 収録アルバム
| 曲名              | 収録アルバム    | 発売日        |
| ----------------- | --------------- | ------------- |
| 侵略ノスススメ☆   | 『ULTRA-DATE!』 | 2011年9月21日 |
| www.in just night | 『ULTRA-DATE!』 | 2011年9月21日 |
| ラブプレイス      | 『ULTRA-DATE!』 | 2011年9月21日 |

## カバーバージョン
- 2011年3月2日に発売された『JOYSOUND presents アニソントランス ラボラトリー 〜ファースト レポート〜』では、成瀬瑛美によるバージョンが収録されている。
- 2011年9月21日に発売された『ULTRA-DATE!』では「侵略ノススメ☆（ULTRA-PRISM ver.）」として、ULTRA-PRISMのみによるセルフカバーによるバージョンが収録されている。
- 2011年12月7日に発売された『IKA LOVE』には「侵略ノススメ☆（Altersquid）」として、イカ娘（金元寿子）によるバージョンが収録されている。
- 2012年6月27日に発売された『残酷な天使のテーゼ〜ANISON COVER COLLECTION〜」にSHAKEによるバージョンが収録されている。